# 3 Molinos Resort (equipo ciclista)
3 Molinos Resort fue un equipo ciclista de España que participó en los Circuitos Continentales UCI dentro de la categoría Profesional Continental. Fue un equipo joven de la Región de Murcia muy ambicioso, con jóvenes talentos (muchos de ellos debutantes) junto con algunos veteranos y talentosos corredores del pelotón nacional como Santos González o Antonio Tauler y del internacional como Jan Hruška.

## Historia
El  Grupo Deportivo 3 Molinos Resort fue impulsado por la empresaria Josefina Alcaraz, presidenta de la constructora Mediterráneo Hispagroup, promotora del complejo turístico Tres Molinos en Murcia. El equipo pasó a competir como profesional en categoría Profesional Continental la temporada 2006, a partir del ya existente conjunto amateur Murcia Turística - 3 Molinos. La empresa puso al frente del proyecto al exatleta Antonio Peñalver, junto con Ángel Luis Casero como asesor deportivo. Francisco José Pérez Moya fue designado director del equipo y posteriormente relevado por Roberto Torres.
En su corta trayectoria deportiva el 3 Molinos Resort se vio salpicado por varios casos de dopaje. En febrero de 2006 tres de sus corredores, Alberto Benito, Rafa Casero y Toni Tauler, fueron expulsados de la Vuelta a la Comunidad Valenciana tras ser declarados 'no aptos' en los controles de salud realizados por médicos de la UCI. El dopaje también empañó el mayor éxito del equipo, la victoria de Santos González en la Vuelta a Murcia 2006, de la que fue desposeído tras un positivo por corticoides. El conjunto también tuvo múltiples problemas de funcionamiento interno que acabaron con la salida de sus máximos responsables, Peñalver, Casero y Torres. En este contexto, en agosto de 2006 la empresa patrocinadora decidió desmantelar el equipo, sin terminar la temporada.

## Clasificaciones UCI
A partir de 2005 la UCI instauró los Circuitos Continentales UCI, donde el equipo estuvo cuándo se creó en 2006, registrado dentro del UCI Europe Tour. Estando siempre solamente en la clasificación del UCI Europe Tour Ranking dado que solo compitió en dicho continente. Las clasificaciones del equipo y de su ciclista más destacado son las siguientes:
| Año       | Clasificación por equipos | Mejor corredor en la clasificación individual | Posición |
| 2005-2006 | 31.º                      | Jesús del Nero                                | 73.º     |

## Palmarés

### Palmarés 2006
Circuito Continental
| Fecha       | Carrera                              | Ganador              |
| 7 de mayo   | 3ª etapa de la Clásica de Alcobendas | Jan Hruška (CRI)     |
| 7 de mayo   | General de la Clásica de Alcobendas  | Jan Hruška           |
| 17 de mayo  | 4ª etapa de la Vuelta al Algarve     | Alberto Benito       |
| 16 de junio | 4ª etapa de la Vuelta a Asturias     | Mikel Artetxe        |
| 23 de junio | Campeonato de España Contrarreloj    | Antonio Tauler (CRI) |

## Plantilla

### Plantilla 2006
| Nombre                   | Nacimiento | Nacionalidad    | Equipo 2005                    |
| Mikel Artetxe            | 24/09/1976 | España          | Euskaltel-Euskadi              |
| José Antonio Baños       | 18/03/1986 | España          | Neoprofesional                 |
| Alberto Benito           | 03/03/1975 | España          | Barbot-Pascoal                 |
| Maio José Box            | 28/08/1978 | España          | Barbot-Gaia                    |
| Jesús Buendía            | 28/12/1982 | España          | Neoprofesional                 |
| José Javier Cano         | 06/09/1985 | España          | Neoprofesional                 |
| Rafael Casero            | 09/10/1976 | España          | Saunier Duval-Prodir           |
| Pedro Luis Castillo      | 15/02/1982 | España          | Neoprofesional                 |
| Isidro Cerrato           | 06/03/1981 | España          | Barbot-Gaia                    |
| Jesús del Nero           | 16/03/1982 | España          | Orbea                          |
| Sergio Domínguez         | 02/08/1979 | España          | Spiuk                          |
| Jorge Ferrío             | 24/08/1976 | España          | Spiuk                          |
| Julio García Bravo       | 03/11/1979 | España          | Madeinox-A.R. Canelas          |
| Santos González          | 17/12/1973 | España          | Phonak Hearing Systems         |
| Jan Hruška               | 04/02/1975 | República Checa | Liberty Seguros-Würth Team     |
| Rubén Lorca              | 20/04/1984 | España          | Neoprofesional                 |
| Pedro Martínez Romera    | 13/02/1981 | España          | Neoprofesional                 |
| Francisco Tomás Pellicer | 19/07/1981 | España          | Neoprofesional                 |
| Jordi Riera              | 09/04/1978 | España          | Kelme-Costa Blanca (en 2003)   |
| Alexis Rodríguez         | 27/04/1977 | España          | Barbot-Pascoal                 |
| Antonio Tauler           | 11/04/1974 | España          | Illes Balears-Caisse d'Epargne |
| Eloy Teruel              | 20/11/1982 | España          | Neoprofesional                 |